# Le 13 vite e mezzo del capitano Orso Blu
(Deus Ex Machina, frase a inizio romanzo)
Le 13 vite e mezzo del capitano Orso Blu è un romanzo di genere fantasy/avventura, dello scrittore tedesco Walter Moers. Fu pubblicato in Germania nel 1999, diventando rapidamente un best seller. In Italia è stato pubblicato da Salani nel 2000, con la traduzione di Umberto Gandini.
Le 13 vite e mezzo è il primo libro di una serie di libri di Moers ambientati nel mondo immaginario di Zamonia "dove tutto è possibile tranne la noia". Nel libro si trova una mappa di questo mondo. Ogni capitolo corrisponde una delle "vite" del protagonista, il Capitano Orso Blu. Il "capitano Orso Blu" è sostanzialmente un orso (di colore appunto blu) che vive nel racconto numerose avventure (13 e mezzo) completamente diverse l'una dall'altra, sia come luogo geografico (Orso Blu esplora quasi tutto il continente di Zamonia) sia come occupazione, tanto da poter essere definite "vite" separate. Il numero 13 e mezzo si riferisce al numero di vite che può vivere un orso di mare, che sono 27; il libro parla quindi della metà delle vite di capitano Orso Blu. In ognuna delle sue vite Orso Blu incontra personaggi diversissimi, ma ugualmente interessanti, dato che imparerà qualcosa da ognuno di essi, che sia il geniale prof. dott. Abdul Noctambulotti o i rozzi e primitivi Minipirati.

## Le tredici vite

### La mia vita fra i minipirati
I Minipirati sono microscopici corsari che si divertono ad assaltare le navi, molto più grandi delle loro piccole imbarcazioni, senza che i marinai nemmeno li vedano, fallendo clamorosamente; sono sempre molto indaffarati e quando sono annoiati (la cosa più brutta per un Minipirata) si lasciano andare alle lacrime e alla disperazione. Salvano Orso Blu da un enorme gorgo, il Grande Imbuto. Vivono con lui nei suoi primi cinque anni di vita insegnandogli ad essere un provetto marinaio (arriva addirittura a conoscere alla perfezione 723 nodi marinari come la cravatta da bufera e il doppio nodo gordiano) finché non diventa troppo grande per la loro imbarcazione. Decidono allora di abbandonarlo, non senza rimpianti, sull'Isola degli Spiriti coboldi.

### La mia vita fra gli spiriti coboldi
Orso Blu naufraga su un'isola abitata da spiriti coboldi, eteree figure che si nutrono dei sentimenti negativi altrui. Quando Orso Blu si accorge di essere circondato dagli spiriti scoppia a piangere con tutte le sue forze.
Nulla appare più bello per gli spiriti che lo applaudono entusiasti e decidono di condurlo al villaggio costituito da tronchi di legna marci e putridi (da qui l'odore nauseabondo dei coboldi). Orso Blu diventa in breve una star per le sue esibizioni di pianto. Dopo un certo periodo, però, decide di scappare quando capisce che sta iniziando a diventare come loro nelle movenze e nelle risatine tipiche che emettono.

### La mia vita in fuga
Orso blu abbandona l'isola degli spiriti coboldi e dopo aver assistito al passaggio della nave Moloch, incontra due onde ciacoline, chiamate così a causa della loro capacità di parlare per lungo tempo, spesso facendo impazzire i naufraghi che incontrano. Esse si accorgono che Orso blu non risponde e decidono di insegnargli a parlare. Inoltre, prima di andarsene, le onde decidono di dare un nome al protagonista, nominandolo appunto "Orso blu". In seguito egli incontra il Tyrannobalenottero rex, un tremendo mostro marino del mare di Zamonia. Orso Blu, credendo che il mostro sia un'allucinazione dovuta all'eccessiva esposizione al sole, rischia di essere ingoiato, ma si salva, riuscendo ad aggrapparsi ad un barbiglio dell'animale. Con grande sforzo sale sulla schiena del Tyrannobalenottero, dove nota numerosi arpioni, penetrati nella carne di quest'ultimo, che decide di estrarre. Tuttavia, una volta rimosso l'ultimo arpione, il mostro marino inizia ad inabissarsi, lasciando Orso Blu nei pressi di un'isola paradisiaca.

### La mia vita sull'Isola dei ghiottoni
Orso Blu, dopo essere stato lasciato in mare dal Tyrannobalenottero rex, approda su un'isola piccola ma magnifica, che sembra il paradiso terrestre: abitata solo da animali innocui e carini, sulla quale tutto è commestibile e squisito. Orso Blu inizia ad ingrassare e a perdere a linea, e quando ormai è una palla di grasso l'isola ha una terribile mutazione: le piante avvizziscono e diventano artigli adunchi, che lo sollevano così in alto da vedere un'enorme crepa che si apre sotto di lui. È la bocca di una Sbafatrix insularis e, proprio mentre Orso Blu pensa già alla sua morte, viene salvato all'ultimo istante da un Sauro da salvataggio, di nome Deus ex Machina detto Mac

### La mia vita di navigatore
Dopo il salvataggio di Deus ex Machina, un anziano sauro da salvataggio, uno pterodattilo che ha un'intelligenza pari all'umana, che si dedica a salvare il prossimo, ma sempre all'ultimo momento. A causa dei problemi di miopia di quest'ultimo, Orso Blu gli farà da navigatore. Deus ex Machina lascerà Orso blu sulle Montagne Oscure, alla scuola notturna del prof. dott. Noctambulotti.

### La mia vita nelle montagne oscure
Il giovane protagonista viene lasciato da Deus ex Machina nella scuola notturna, un intrico di scure gallerie sotto le montagne, del professor dottor Abdul Noctambulotti, tenebrone dai sette cervelli. Con lui si trovano altri allievi del professore: Fredda, megera delle montagne oscure perdutamente innamorata del protagonista, coperta da un folto pelame e che usa scrivere invece di parlare per non far udire la sua terribile voce; Qwert, principe della 2364ª dimensione giunto sulle montagne oscure a causa di un buco dimensionale, Grunz, un maiale; Pastrunco l'unicorno.
Dopo aver imparato tutto quello che serve ("assorbendo" la conoscenza del professore) viene rimandato a casa e per tornarvi dovrà riuscire a districarsi tra i cunicoli, intralciato da esseri meschini quali i gaglioffi delle spelonche e i bacherozzi delle montagne oscure.

### La mia vita nella Grande Foresta
Orso blu si ritrova nella grande foresta, dove cade nella trappola dello "stregaragno silvestre", un ragno gigante e velenoso. Liberatosi dalla tela, dovrà scappare per 8 ore dal ragno prima di salvarsi cadendo in un buco dimensionale.

### La mia vita nel buco dimensionale
Orso Blu cade in un buco dimensionale, galleggiando nello spazio e incontrando addirittura il suo amico Qwert e arrivando nella sua dimensione.

### La mia vita nel Deserto Dolce
Orso Blu raggiunge il Deserto Dolce, un deserto interamente fatto di zucchero, e si unisce alla carovana dei pippioni, strambi individui che seguono regole strampalate e il cui unico scopo è acchiappare il miraggio di una città, Anagrom Ataf, per farla diventare la loro dimora. Fra tempeste di sabbia, zombie del deserto, fusioni dello zucchero e altre disavventure Orso Blu, con un intelligente stratagemma, riesce a catturare l'illusione, nella quale i pippioni vanno a vivere. Tuttavia, si verificano strani eventi e Orso Blu scopre l'esistenza dei fatomi, miraggi di abitanti costretti a compiere sempre le stesse azioni. Per non disturbarli, Orso Blu scrive su un messaggio altre regole strampalate e i pippioni decidono di seguirle, lasciando la città. Orso Blu, infine, abbandona la carovana per raggiungere Atlantis.

### La mia vita nel tornado
Orso Blu, convinto di poter domare l'Eterno Tornado per raggiungere la città di Atlantis, rimane intrappolato all'interno di esso. Scopre che decine di persone si sono insediate là dentro, dopo essere state risucchiate e che nessuno è mai riuscito ad uscirne. Scopre anche che le regole che seguivano i Pippioni erano state scritte da un pazzo che viveva nel tornado. Fortunatamente, riesce a trovare un piano per uscire e si salva assieme ad alcuni compagni coraggiosi.

### La mia vita nella grande testa
Orso Blu si ritrova nella testa abbandonata di un Babbaleo, creature gigantesche alte fino a 20 km che, giunte ad una certa età, si separano dalla propria testa che continua a funzionare alacremente, e vi entra da un orecchio, progettando di uscirne dall'altro. Dentro la testa trova un mondo di idee, pensieri e pazzie continuamente al lavoro, e per guadagnarsi da vivere dovrà lavorare progettando sogni sempre più complicati, che gli varranno la fama.

### La mia vita ad Atlantis
Questa vita si svolge ad Atlantis, la capitale del continente di Zamonia. Enorme megalopoli abitata da tutte le svariate forme di vita presenti sul continente. Orso blu dovrà confrontarsi con la dura vita metropolitana, sgobbando nei lavori più umili fino a permettersi un suo appartamento e tentare la sorte diventando un bugiardo matricolato, ovvero uno "sportivo" contaballe che si esibisce davanti a un enorme platea.

### La mia vita sullaMoloch
Orso Blu, a causa di un inganno, verrà rapito e portato sulla Moloch, una nave immensa e misteriosa. Viene costretto a lavorare con altri orsi nella caldaia, e presto la sua volontà viene quasi annullata; fortunatamente, un raggio di sole lo sprona a fuggire e inizia un piano di ribellione che lo porterà a confrontarsi con lo zamonium, il rarissimo elemento pensante che si scopre essere il capitano della nave, dopo aver soggiogato con la forza del pensiero tutto l'equipaggio a bordo della Moloch. Orso Blu sta per essere gettato in mare quando arriva il prof. Abdul Noctambulotti a salvarlo, intraprendendo un duello di pensieri con lo zamonium, a bordo del suo bizzarro veicolo costituito di oscurità addomesticata. Orso Blu riesce a gettare lo zamonium nella nube oscura, ponendo fine alla sua esistenza; tuttavia, la nave, senza un equipaggio, non è più controllata e va a finire nei pressi del Grande Imbuto. Tutto l'equipaggio viene salvato dai sauri di salvataggio, fuorché Orso Blu, spinto giù dal suo dal gaglioffo delle spelonche. Orso Blu si rende conto che il mulinello non è altro che un gigantesco buco dimensionale, dal quale all'ultimo minuto sbuca fuori Qwert Zuiopü che lo salva col suo tappeto. Orso Blu raggiunge gli altri orsi e si accorge stupefatto che non erano bruni, come gli era sembrato, ma colorati: il colore apparente era dato dal carbone appiccicato alla loro pelliccia, lavato via dall'acqua del mare.

### Metà della mia vita in pace
Orso Blu va a stare con gli altri orsi nella grande foresta, si sposa con l'orsetta che inizialmente era l'illusione dello stregaragno ed è finalmente felice e tranquillo.

## Accoglienza
(Der Spiegel)
(Die Zeit)
(Frankfurter Allgemeine Zeitung)

## Edizioni
- Walter Moers, Le tredici vite e mezzo del Capitano Orso Blu, traduzione di Umberto Gandini, collana nessuna, Salani, 2000,  p. 703, ISBN 88-7782-903-6.